# Tofsstjärtfiskar
Tofsstjärtfiskar (Coelacanthiformes) är en ordning med benfiskar som omfattar två geografiska skilda taxon som ibland behandlas som en eller två arter. Ordningen ingår i underklassen kvastfeningar (även kvastfeniga fiskar). Fossil av ordningen har hittats från över 70 arter fördelade i 30 släkten, och deras utveckling går att spåra 400 miljoner år tillbaka.
Exemplaren når en längd upp till 190 cm. De nu levande arterna hittas vid Afrikas östra kust och i Sydostasien.

## Historik

### Första fossilupptäckter
1836 upptäckte den schweiziske vetenskapsmannen Louis Agassiz det första fossilet av en tofsstjärtfisk i England. Efter de ihåliga strålarna i stjärtfenan och de knottriga fjällen döpte han den till Coelacanthus granulatus.
Sedan dess har ett mycket stort antal kvastfeniga fiskfossil hittats i diverse former och storlekar. Vid utgrävningarna för biblioteket vid Princeton University innehöll sedimenten cirka 40 kvastfeningar per kvadratmeter.

### Kvastfeniga fiskar
Kvastfeniga fiskar (även kända som kvastfeningar) är en underklass benfiskar (Crossopterygii) som omfattar tofsstjärtfiskar, lungfiskar samt den utdöda ordningen koanfiskar (från Paleozoikum). Fiskarna är/var besläktade med fyrfotadjuren. Deras extremiteter utvecklades under devonperioden till armar, ben och fötter som kunde bära dem ovanför strandlinjen. Alla fyrfotadjur och deras avkomlingar, inklusive människan, anses härstamma från sådana fiskar. Gruppen betecknas idag taxonomiskt som subklassen Tetrapodomorpha, med en överordnad grupp utan definitiv taxonomisk klassning, Rhipidistia. De fossila och nutida coelacanthinerna intar ställningen av "kusiner" till tetrapodomorpherna och är inte dessas avkomlingar; de arter som kan antas ha varit bådas gemensamma förfäder är inte fossilt kända. Den grupp som gav upphov till fyrfotadjuren dog ut under senare paleozoikum. Dess historia klarlades av den svenske paleontologen Erik Jarvik med hjälp av fossil från Grönland.

### Levande tofsstjärtfisk
Den så kallade "levande fossilen" tofsstjärtfisken (Latimeria chalumnae), har däremot aldrig hittats som fossil, utan bara som levande fiskart. Denna art upptäcktes av vetenskapen 1938.

## Ekologi
Hannar saknar ett speciellt organ för parningen. Mogna ägg kan ha en diameter av 9 cm. Äggen kläcks inuti honans kropp. Ungarna livnär sig av äggulan.

## Nuvarande arter
Tofsstjärtfiskar (Coelacanthiformes) 
- Familj Gombessor (Latimeriidae)
  - Släkte  Latimeria
    - Blå tofsstjärtfisk (Latimeria chalumnae)
    - Brun tofsstjärtfisk (Latimeria menadoensis)

## Källhänvisningar
1. 1 2  "kvastfeniga fiskar". NE.se. Läst 12 oktober 2014.
2. 1 2  Katharina Munk, red (2010). ”Quastenflosser” (på tyska). Taschenlehrbuch Biologie. Georg Thieme Verlag. sid. 178
3. ↑  Coelacanth. UXL Encyclopedia of Science. Encyclopedia.com. läst 13 augusti 2018.
4. ↑  "tofsstjärtfisk". NE.se. Läst 12 oktober 2014.